# 蔡天鐸
蔡天铎（1912年—2000年），原籍宁波，是台湾有名的大律师。1949年前曾在上海经营过轮船公司「中聯企業公司」，是1949年沉没的著名豪华客轮“太平轮”的船主。育有一子一女，儿子蔡康永为台湾著名电视主持人和作家。

## 简历
蔡家原是浙东望族，世居宁波南郊钟公庙高塘桥。简历如下：
- 早年就读于宁波效实中学[3]
- 1933年毕业于复旦大学法律系第一届
- 1935年起在宁波执行律师职务
- 抗日战争时期，创办中联企业
- 抗日战争胜利后，从事航运业
- 1949年遷台湾，是台湾资历最久且最有名望律师之一